# Alburnoides gmelini
Alburnoides gmelini — вид коропоподібних риб роду Бистрянка (Alburnoides) родини Ялецеві (Leuciscidae). Вид названий на честь німецького мандрівника та натураліста Самуеля Георга Готліба Гмеліна. Вид мешкає в річках Дагестану у Східному Передкавказзі Росії.

## Опис
Тіло завдовжки 8,3 см. Віддає перевагу гірським ділянкам річок і струмків, хоча і зустрічається у невеликих водосховищах і каналах.